# Bernhard (Oldenburg)
Bernhard († 13. August 1023 in Hildesheim) war von 1013/14 bis 1023 Bischof des Slawenbistums Oldenburg, residierte aber bis zu seiner Vertreibung 1018 auf der Mecklenburg.

## Leben
Bernhard entstammte dem ostsächsischen Adel, wahrscheinlich der Familie der Billunger. Gemeinsam mit Thietmar von Merseburg hatte er dem Domkapitel Magdeburg  angehört, bevor er nach dem Tod seines Vorgängers Reinbert zwischen dem 3. Februar 1013 und Juli 1014 durch den Hamburg-Bremer Erzbischof Unwan als Titularbischof auf den Diösesansitz Oldenburg ordiniert wurde. Bernhard vermochte sein Pontifikat auf der Oldenburg nicht anzutreten; die Lage im wagrischen Teilstammesgebiet der slawischen Abodriten war zu unsicher. Stattdessen wich er wie sein Vorgänger Reinbert auf die Mecklenburg aus, der Residenz des christlichen Abodritenfürsten Mistislaw. Während seiner Amtszeit missionierte er zunächst erfolgreich im Abodritenland, musste aber spätestens im Zusammenhang mit dem Einfall der Lutizen 1018 von der Mecklenburg fliehen.
Bernhard wandte sich mit der Bitte um Unterstützung an Kaiser Heinrich II., der jedoch erst drei Jahre später Zeit fand die slawischen Fürsten einzubestellen. Trotz der Bemühungen des Kaisers um eine Restitution des Bistums Oldenburg versagte der heidnische abodritische Adel Bernhard die Rückkehr.
Bernhard suchte Zuflucht bei Bernward von Hildesheim, in dessen Umgebung er am 22. September 1022 bei der Weihe der Michaelskirche in Hildesheim anzutreffen ist. Dort wurde er nach seinem Tod beigesetzt.